# Феодосійська вулиця (Київ)
Феодосій́ська ву́лиця — вулиця в Голосіївському районі міста Києва, місцевість Саперна слобідка. Пролягає від Великої Китаївської вулиці до Стратегічного шосе.
Прилучаються Кримська вулиця, провулки Феодосійський, Станіслава Лема та Литовський.

## Історія
Вулиця виникла на межі XIX–XX століття, під назвою Ка́ревська або Карівська (за прізвищем домовласника). З 1955 року — Григорія Сковороди (тепер таку ж назву має вулиця на Подолі). Сучасна назва — з 1973 року.
На початку 1980-х років у зв'язку з частковим знесенням забудови межі XIX–XX століть на Саперній слобідці було знесено всю історичну забудову з парного боку вулиці та ліквідовано ряд прилеглих вулиць та провулків (Литовська та Латвійська вулиці, Латвійський та Кримський провулки). Збереглася частина забудови 1-ї третини XX століття з непарного боку вулиці.

## Світлини

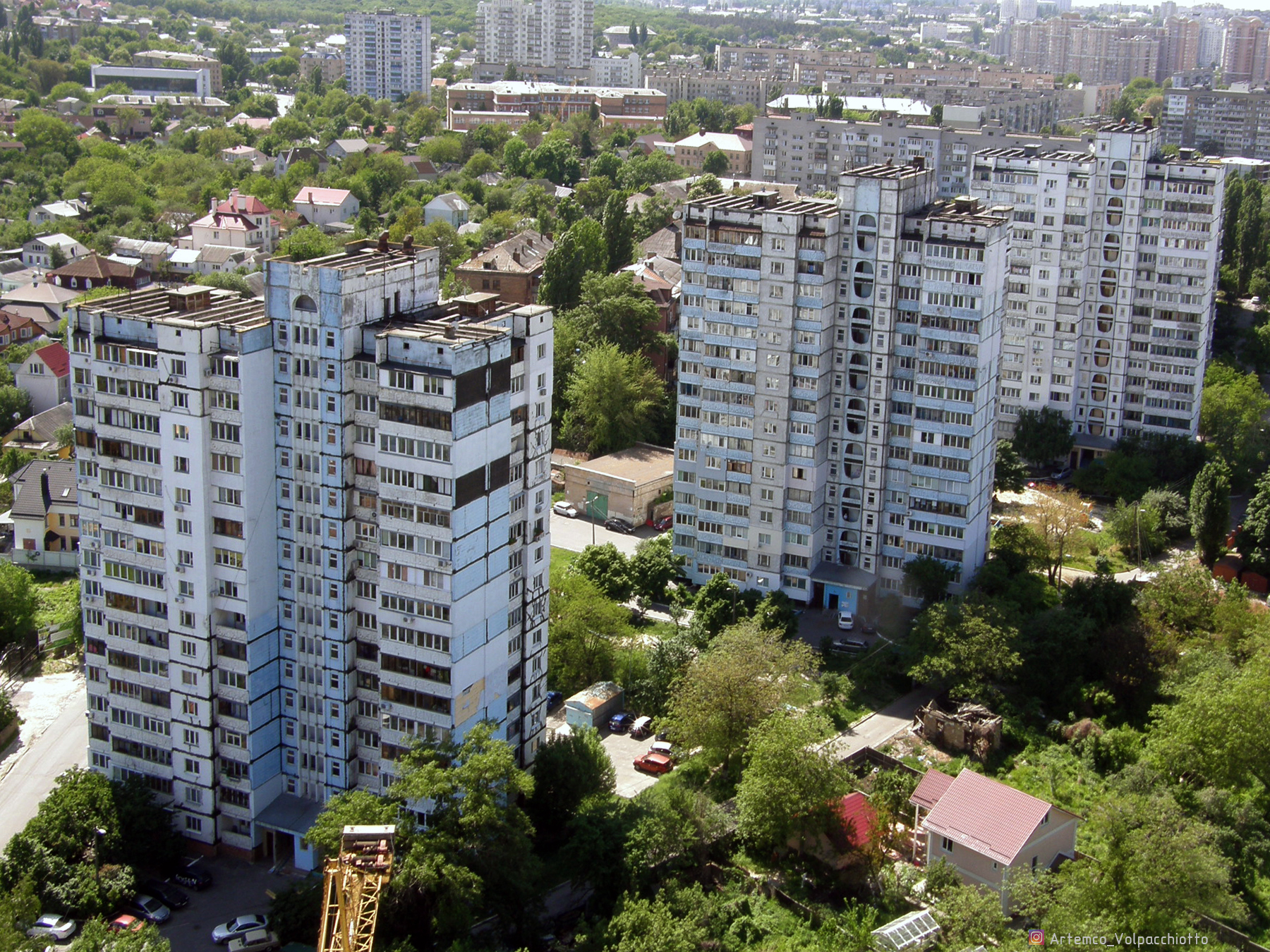
№№ 48/52, 10, 8 — будинки серії Т-1
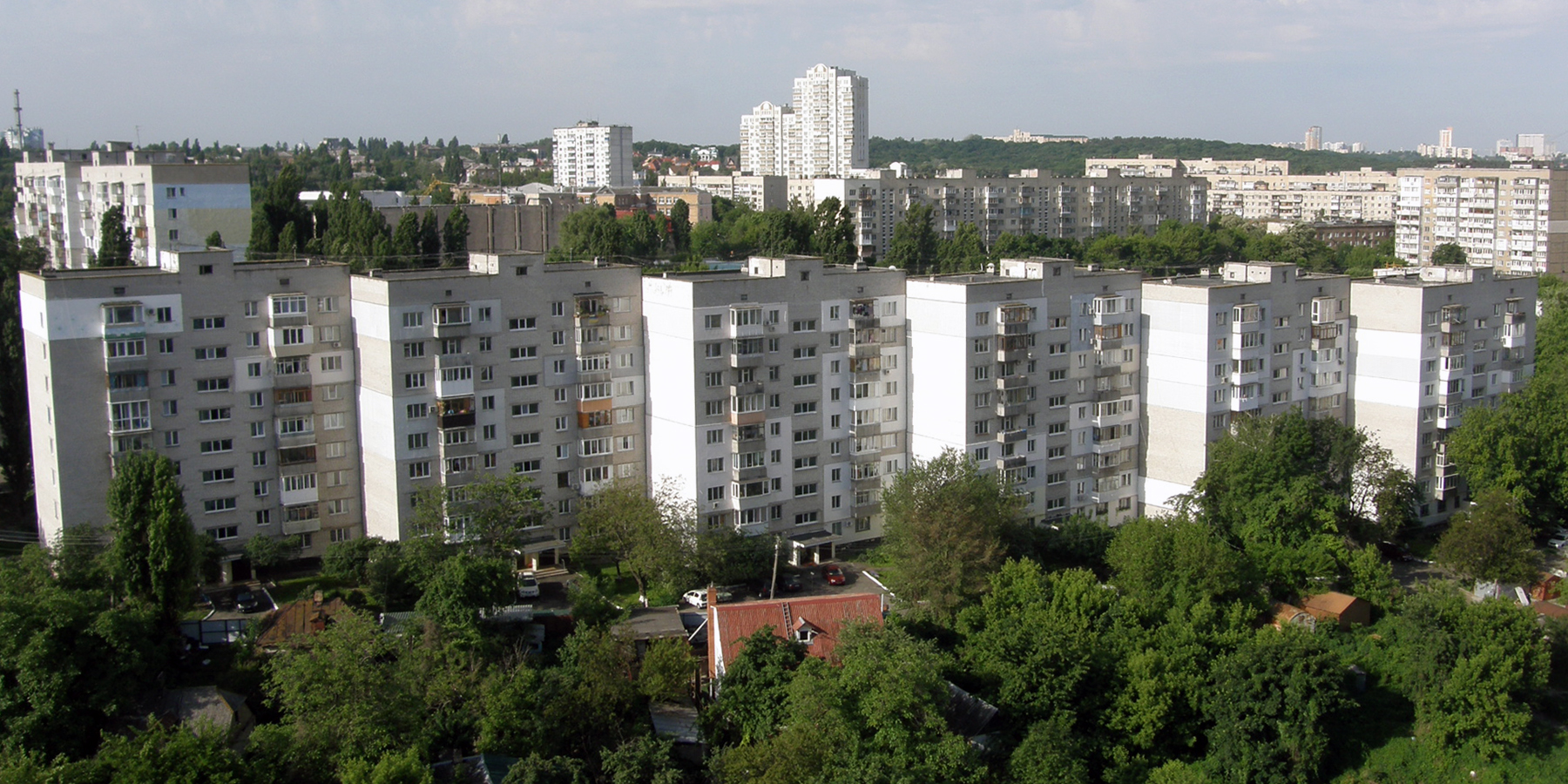
№ 4 – 87-а серія, 1981